# NGC 4245
NGC 4245 је спирална галаксија у сазвежђу Береникина коса која се налази на NGC листи објеката дубоког неба.
Деклинација објекта је + 29° 36' 27" а ректасцензија 12h 17m 36,9s. Привидна величина (магнитуда) објекта NGC 4245 износи 11,4 а фотографска магнитуда 12,3. Налази се на удаљености од 9,7000 милиона парсека од Сунца. NGC 4245 је још познат и под ознакама UGC 7328, MCG 5-29-49, CGCG 158-59, IRAS 12151+2952, PGC 39437.